# Bertram Blank (Politiker)
Bertram Blank (* 9. April 1930 in Bonn; † 23. Mai 1978 in Bergisch Gladbach) war ein deutscher Verwaltungsjurist und Politiker (SPD). Er war von 1972 bis 1978 Mitglied des Deutschen Bundestages.

## Leben
Nach dem Abitur am Gymnasium studierte Blank Rechtswissenschaft an den Universitäten in Bonn, Köln und Kiel. Nach Ablegung des Ersten Staatsexamens absolvierte er das Referendariat mit Schwerpunkt auf Verwaltungsrecht im Oberlandesgerichtsbezirk Köln. 1960 legte er das Zweite Staatsexamen beim Justizprüfungsamt in Düsseldorf ab. Im Anschluss trat er als Assessor in den Verwaltungsdienst ein und war bis 1965 beim Regierungspräsidenten in Köln tätig. Zuletzt war er als Regierungsrat Schul- und Sportbaudezernent bei der Kölner Bezirksregierung. Ab 1972 praktizierte er als Rechtsanwalt in Bergisch Gladbach.
Blank trat in die SPD ein und war zeitweise stellvertretender Vorsitzender des SPD-Unterbezirks Rheinisch-Bergischer Kreis. Von 1965 bis 1972 war er Erster Beigeordneter der Stadt Bensberg. Bei den Bundestagswahlen 1972 und 1976 wurde er jeweils in den Deutschen Bundestag gewählt, dem er bis zu seinem Tode angehörte. 1972 gewann er das Direktmandat im Wahlkreis 66 (Rheinisch-Bergischer Kreis) und 1976 zog er über die Landesliste der SPD Nordrhein-Westfalen ins Parlament ein. Im Bundestag war er von 1972 bis 1978 Mitglied des Haushaltsausschusses und von 1975 bis 1976 Mitglied des Ausschusses für Forschung und Technologie. Des Weiteren war er Mitglied des Schuldenausschusses bei der Bundesschuldenverwaltung.
Die Bertram-Blank-Straße im Bergisch Gladbacher Stadtteil Refrath wurde nach ihm benannt.
Bertram Blank war verheiratet und hatte drei Kinder.